# Hetea
Hetea – wieś w Rumunii, w okręgu Covasna, w gminie Vâlcele. W 2011 roku liczyła 403 mieszkańców.